# Левченко, Алексей Яковлевич
Алексе́й Я́ковлевич Ле́вченко (1924— 1 июня 2013) — генерал-майор медицинской службы. Во времена Великой Отечественной войны — военный разведчик. Почетный ветеран Украины. Награжден орденом Славы, двумя орденами Красной Звезды, двумя орденами Отечественной войны, четырьмя медалями «За отвагу».
Один из около пятидесяти человек, награжденных медалью «За отвагу» четыре раза. По украинскому законодательству, награжденные четырьмя и более медалями «За отвагу» приравниваются по статусу к Героям Советского Союза и полных кавалеров ордена Славы и считаются лицами, которые имеют особые заслуги перед Родиной.

## Биография
Алексей Яковлевич Левченко — коренной киевлянин. Родился в Киеве в 1924 году.
Начало войны встретил в Киеве. 17-летний Алексей на тот момент уже окончил медицинское училище, посещал занятия в клубе Осовиахима, умел стрелять из нескольких видов оружия. По комсомольской путевке (так как он еще не подходил по возрасту для призыва, то приписал себе год) 10 июля 1941 был призван пулеметчиком до 220-го отдельного пулеметного батальона ПВО. Принимал участие в обороне Киева. Первый самолет противника сбил 25 августа 1941 года возле завода «Красный экскаватор», за что позже был награжден медалью «За боевые заслуги». С подходом немцев в Киев направлен на охрану переправ через Днепр. Когда враги захватили город, пулеметный взвод, в котором служил Левченко, вместе с группой окруженных с боями добрались до Москвы, где их передали в состав 5-го запасного полка. Оттуда Алексей Левченко попал в 924-го стрелкового полка 252-й стрелковой дивизии. Стал автоматчиком 332-го отдельного разведывательного батальона.
В составе 332-го батальона принимал участие в параде 7 ноября 1941 года на Красной площади. Прямо с парада часть была направлена на оборону Москвы в район Волоколамска. Первого «языка» — немецкого капитана, помощника военного коменданта железнодорожной станции Ржава, заместитель командира разведывательного взвода Алексей Левченко захватил во время битвы на Курской дуге. А всего за войну он взял их шесть.
Первой медалью «За отвагу» Алексея Левченко наградили за взятие Харькова 23 августа 1943 года. Тогда разведчики Левченко первыми ворвались на окраину города и посеяли панику в обороне противника. Принимал участие в освобождении Полтавы, Киева, Умани, Виннице. Вторую медаль «За отвагу» Алексей получил за бои под Корсунь-Шевченковским, где в селе Шендеровка разведчики обезвредили штаб и предотвратили прорыв из окружения крупной немецкой группировки.
Соответственно третьей и четвертой медалями «За отвагу» герой войны был награжден за бои на Яссо-Кишиневском направлении и за взятие Бухареста. В Бухаресте разведчики скрытно проникли в город и захватили в плен все немецкое посольство вместе с послом.
Воевал на территории Венгрии, Австрии. В ночь с 30 на 31 марта 1945 года разведчики форсировали Дунай в районе словацкого города Комарно, захватили плацдарм и до утра удерживали его, отразив одиннадцать атак противника. Алексей Левченко был ранен, но продолжал вести бой. Смелые действия разведки не дали возможности немцам открыть шлюзы и затопить дунайской водой авиазавод. За Комарно его наградили орденом Красной Звезды.
Принимал участие в освобождении Будапешта, Братиславы, Праги, битвы за Берлин. 9 мая 1945 года война для Алексея Левченко не завершилась — к 17 мая он принимал участие в боях по уничтожению крупной немецкой группировки на территории Чехословакии, которое отказалось признать капитуляцию.
Принимал участие в Параде Победы в Москве 25 июня 1945 года. За боевые заслуги награжден двумя орденами Красной Звезды, орденом Славы III степени, орденом Отечественной войны II степени, медалями.
С Победой для Левченко война не закончилась. Его Харьковско-Братиславскую дивизию перебросили на Дальний Восток: эшелоны разгрузили на станции Куйбышевка-Восточная (ныне Белогорск Амурской области) и 8 августа подразделения форсировали Амур и перешли на территорию Китая, где вошли в боевое столкновение с японской Квантунской армией. Война для него закончилась лишь 3 сентября 1945 года после капитуляции Квантунской армии. За бои на Дальнем Востоке награжден вторым орденом Отечественной войны. После завершения Второй Мировой войны служил офицером на Дальнем Востоке еще четыре года.
После демобилизации поступил в Хабаровский медицинский институт, из которого перевелся в мединститут в Благовещенске. Одновременно работал фельдшером в 305-м военном госпитале. После окончания института продолжил военную карьеру — работал хирургом в военном госпитале на Чукотке. Оттуда в 1973 году перевелся в Полтаву, где специализировался на лечении летчиков авиации дальнего действия, пока не похоронил жену и не потерял здоровье. Уволился в отставку в звании генерал-майора медицинской службы. В общем армии Алексей Яковлевич отдал 65 лет. За годы службы награжден 8 орденами, 35-ю медалями.
С 2006 года Алексей Яковлевич принимал активное участие в ветеранском движении в Полтаве. С особым вниманием относился к воспитанию молодежи. Неоднократно избирался в состав городского и Октябрьского районного советов ветеранов. За особую активность и настойчивость в решении вопросов по активизации ветеранского движения, ему было присвоено званием «Почетный ветеран Украины».
Умер 1 июня 2013 года на 89-м году жизни. Похоронен в Полтаве. Оставил три дочери, четыре внучки и внука.